# Der Schneider von Ulm (Film)
Der Schneider von Ulm ist ein deutscher Spielfilm aus dem Jahre 1978 von Edgar Reitz, mit Tilo Prückner in der Titelrolle.

## Handlung
Die Geschichte erzählt vom Leben eines damals als Phantast und Spinner geschmähten Mannes, der zu Beginn des 19. Jahrhunderts den ältesten Traum der Menschheit wahr werden lassen möchte: das Fliegen.
Der Schwabe Albrecht Ludwig Berblinger (1770–1829) arbeitet gegen Ende des 18. Jahrhunderts in seiner Heimat als Schneidergeselle und gilt als gewitzter Tüftler und Erfindergeist. Zur Verwirklichung dieser Menschheitsidee wird er eines Tages während eines Wien-Aufenthaltes durch seine Begegnung mit der Ballonfahrerin und Seiltänzerin Irma und dem Uhrmacher Jakob Degen inspiriert. Letzterer hat sich auch einen Namen als Flugpionier gemacht und gilt als einer der Erfinder des Flugballons. Bei einer Vorführung seiner Entwicklung ist der junge Berblinger in der ersten Reihe als begeisterter Zuschauer zugegen. Als der Schneider aus Ulm den abhebenden Ballon zu fassen versucht, wird er von diesem mitgerissen und in die Höhe gezogen. Auch der nachfolgende Sturz in die Tiefe kann Berblingers Begeisterung für die Luftfahrt fortan nicht mehr bremsen. Nach seiner Heimkehr nach Ulm hat Albrecht Berblinger nur noch eines im Kopf: Er will als Erster ein flugfähiges Gerät konstruieren.
Berblinger versinkt in seinen Plänen, probiert und macht, hat immer wieder Rückschläge und vernachlässigt über der Arbeit seine Frau Anna. Die überaus prekäre Finanzlage tut das Übrige, um den Schneider an den Rand des Ruins und der Verzweiflung zu bringen. Außerdem erntet er daheim in seinem Umfeld nur Hohn und Spott für seine vermeintlichen Spinnereien, zumal anfänglich auch seine Flugversuche noch kläglich scheitern. Aber er gibt nicht auf. Am Michelsberg hat Berblinger erstmals Erfolg. Als er eines Tages Irma wiederbegegnet, wagt sich Berblinger mit seinem Flugapparat nunmehr vor die Öffentlichkeit. Er soll auf Befehl seines königlichen Landesherrn zur Demonstration seines Könnens einen Gleitflug von der Ulmer Stadtmauer über die Donau wagen. Doch der Versuch scheitert aufgrund widriger Windverhältnisse. Unter lauten Buh-Rufen des grölenden Pöbels – rund 15.000 Zuschauer haben sich eingefunden – plumpst Berblinger mit seiner Flugmaschine in den Fluss. Daraufhin verjagt man ihn mit Schimpf und Schande aus dem Städtchen, und Berblinger landet in den Armen der vorrückenden napoleonischen Armee.

## Produktionsnotizen
Die Vorbereitungen zu diesem Film dauerten zwei Jahre. Der Schneider von Ulm wurde innerhalb von 63 Drehtagen vom 3. April bis zum 22. Juni 1978 an verschiedenen Orten der Tschechoslowakei gedreht: In Böhmisch Krumau, Prag, Eger sowie am Berg Tok. Deutsche Drehorte waren Degenfeld und Ulm. Die von Martin Schäfer fotografierten Flugaufnahmen entstanden im Zeitraum vom 27. Juni und 15. Juli 1978. Die Fertigstellung des Films erfolgte am 10. November 1978. Die feierliche Uraufführung fand am 19. Dezember 1978 in den Ulmer Kammerlichtspielen statt. Die Fernseherstausstrahlung von Der Schneider von Ulm erfolgte am 15. Februar 1981 im ZDF.
Der Tscheche Jan Kadlec hatte vor Ort die Produktionsleitung, die Bauten wurden von Winfried Hennig entworfen und (vor Ort in Prag) von drei tschechischen Szenenbildnern umgesetzt. Die Kostüme entwarf Barbara Gailling. Zu den drei Regieassistenten von Reitz zählte auch der bekannte tschechische Filmemacher Elmar Klos. Die Uraufführung fand unter Teilnahme aller beteiligten Darsteller im Dezember 1978 in den Ulmer Kammerlichtspielen in Ulm/Donau statt.
Der Film war auch für den Regisseur Edgar Reitz buchstäbliche eine Bruchlandung. Daher entschied er sich, einen Film über seine Heimat im Hunsrück zu machen. Aus dieser Idee entstand die Filmreihe Heimat.

## Kritiken
„Weitgespanntes historisches Panorama um den Ulmer Schneidermeister Albrecht Berblinger, der zu Beginn des 19. Jahrhunderts in Ulm ein Fluggerät konstruierte, damit tatsächlich Erfolg hatte, aber schließlich am Unverstand und den gesellschaftlichen Verhältnissen seiner Zeit scheitern musste. Ein schön bebilderter Spielfilm des Regisseurs Edgar Reitz, der hier bewusst der traditionellen filmischen Überlieferung verhaftet bleibt und eine schlichte, lineare Erzählweise bevorzugt, die der Erlebniswelt ihres Helden durchaus gerecht wird.“

„Daß das Fliegen eine öde Erfahrung sein kann, weiß man spätestens, wenn man in einer vollbesetzten Linienmaschine zwischen Leuchtzeichenkommandos und Getränkeausgabe zu einem vorbestimmten Ziel geschleudert wird. Daß die Obsession derer, die vor Jahrhunderten mit primitiven Mitteln den alten Menschheitstraum wahrmachten, ebenso öde wirken kann, ist eine Erfahrung, die einem Edgar Reitz‘ Film aufzwingt. Von den Aufwinden der Phantasie im Stich gelassen, trudelt seine Geschichte durch die Turbulenzen einer Dramaturgie, die so viel Spannung und Interesse erzeugt wie das Verzeichnis der Postleitzahlen. Das ist angesichts eines eigentlich faszinierenden Themas eine besonders rätselhafte Leistung. (…) Wann hört der deutsche Film endlich auf, mit seinen Grete Mindes, Taugenichtsen und Ulmer Schneidern biedermeierliches Plüschkino mit politischen Pflichtvolten zu machen? Wer hat denn noch Interesse an derart hochsubventionierter Schulfunkmentalität vermischt mit professoraler Vorstellung von Sinnlichkeit? Gerade Edgar Reitz hat mit seiner ausgezeichneten "Stunde Null" bewiesen, daß es auch anders geht. Einen Rekord zumindest hat sein Schneider von Ulm herausgeflogen: Er ist der bei weitem langweiligste Film des Jahres.“

„Ein sehr persönlicher Film von Edgar Reitz über die besessenen Bemühungen des Ulmer Schneidergesellen Berblinger (Ende 18. Jahrhundert), mit einer Flugmaschine nach Vogelart fliegen zu lernen. Berblingers Verbindung mit den örtlichen Jakobinern bringt ihn dabei auch in politische Schwierigkeiten. Der zeitpolitische Hintergrund der Handlung gewinnt allerdings wenig Leben, doch ist der Film im ganzen, trotz mancher formaler Mängel, von sympathischer Ernsthaftigkeit.“

„Ein Film, ein Regisseur, ein Team, das sein Ziel erreichte: die Rehabilitation eines zu Unrecht als Phantast und romantischer Träumer verurteilten Schneiders von Ulm.“